# Attaque de Boukraa (1977)
Pour les articles homonymes, voir Bataille de Boukraa.
Guerre du Sahara occidental
Batailles
L'attaque de Boukraa a eu lieu le 31 mai 1977 pendant la guerre du Sahara occidental. Le Front Polisario attaque la ville de Boukraa, cité phosphatière du Sahara occidental au statut disputé. L'opération est un succès. Les ouvriers et techniciens espagnols travaillant dans la mine sont évacués du territoire, et des installations de la bande transporteuse acheminant le phosphate des mines jusqu'au port de la ville de Laâyoune, ont été détruits. 

## Contexte

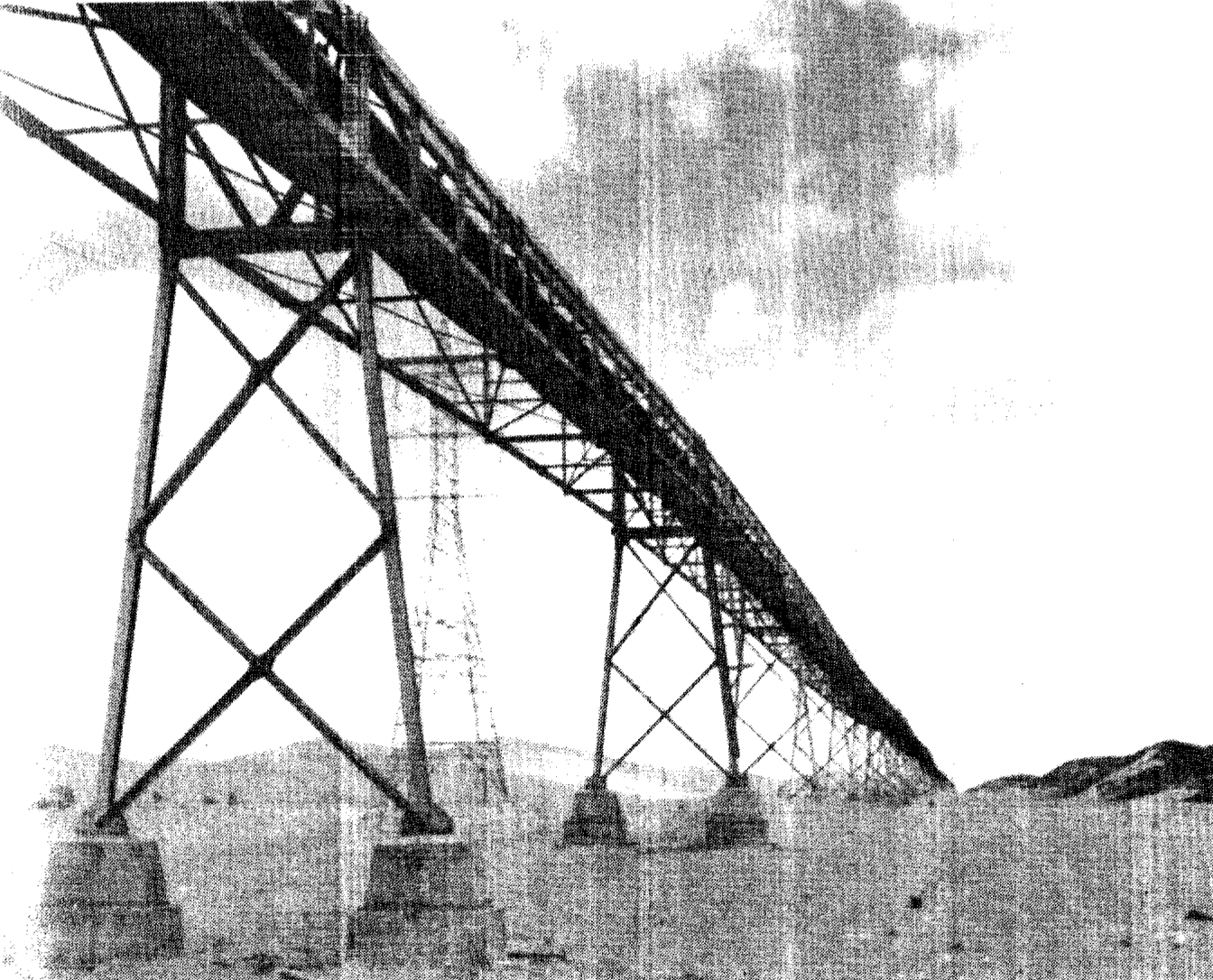
La bande transporteuse de Boukraa au début des années 1970.

Depuis les accords de Madrid, et l'occupation de la localité par le Maroc le 28 février 1976, les gisements de Boukraa sont exploités par une société dans laquelle l'Espagne détient 35 % des parts. Cependant, les multiples attaques et sabotages des combattants du Front Polisario ont considérablement ralenti la production. 
En effet, l’excavation du phosphate étant acheminée par la plus longue bande transporteuse du monde (96 km) jusqu'au port de la ville de Laâyoune, les multiples sabotages l'ont rendu inutilisable. Poussant ainsi les Marocains à devoir transporter le phosphate à l'aide d'une trentaine de camions lourds conduits par des Espagnols originaires des Canaries, et sous protection de l'armée marocaine.
L'attaque fait suite au raid de Zouerate, dans lequel 2 civils français ont été tués et 6 autres enlevés provoquant l'évacuation de la ville par 238 cadres et techniciens français sur les 273 présents sur place, en plus des destructions causées qui affaiblissent durablement la SNIM et l'économie mauritanienne, dont l'activité minière à Zouérate représente 80 % du produit intérieur brut mauritanien.
Contrairement à la Mauritanie attaquée en son poumon économique, les mines de Boukraa ne constitue qu'un appoint pour le Maroc, qui possède des mines beaucoup plus importantes dans son territoire non contesté, pouvant produire plus de 20 millions de tonnes de phosphates par an. La prise de contrôle de Boukraa a surtout permis d'éliminer un concurrent sur le marché international. L'exploitation du phosphate de Boukraa a pour but principal d'intégrer les provinces du Sahara dans l'économie marocaine. Une interruption momentanée de l'activité n'est donc pas un danger pour la stabilité économique du pays.
Le but de l'opération est à la fois de suspendre l’excavation du phosphate, mais aussi selon le porte-parole du Polisario, d'adresser « un nouvel avertissement aux étrangers qui travaillaient à consolider le potentiel économique et militaire de l'ennemi ou à exploiter nos richesses nationales pour le compte des agresseurs marocains ou mauritaniens ».  

## Déroulement
Le 31 mai 1977, les indépendantistes du Polisario attaquent la cité minière de Boukraa. Appuyés par des tirs de canons sans recul et de mortiers, les polisariens affrontent la garnison marocaine sur place. Un commando du Polisario cible les installations de la bande transporteuse, qui n'est plus utilisable depuis des mois en raison des multiples attaques et sabotages des indépendantistes. Plusieurs installations sont détruites. Les ouvriers et techniciens étrangers sont particulièrement visés. Un chauffeur espagnol qui a pour rôle de transporter le phosphate est tué, tandis qu'un autre est grièvement blessé. Les indépendantistes auraient investi pendant trois heures les installations militaires et minières de la ville, d'après un communiqué du Polisario, tandis que les autorités marocaines démentent une quelconque attaque.

## Bilan et conséquences
Selon un communiqué du Front Polisario, 37 soldats marocains ont été tués, et sept camions militaires, trois blindés et deux pièces d'artillerie lourde ont été détruits. 
Confirmée par Madrid, qui estime les pertes de la garnison marocaine à une dizaine de tués, l'attaque provoque également la mort d'un ouvrier espagnol, et en blesse grièvement un autre. Un avion spécial est immédiatement envoyé et évacue les 129 techniciens et ouvriers espagnols travaillant à Boukraa. 
L'attaque est cependant démentie par les autorités marocaines. Selon l’agence marocaine Maghreb Arabe Presse, l'exploitation du gisement de phosphate de Boukraa se poursuit normalement.

### Sources bibliographiques
1. ↑  Bonte, p. 208.
2. ↑  Abdalahe, p. 304.